# Volksbank Dünnwald-Holweide
Die Volksbank Dünnwald-Holweide eG ist eine Genossenschaftsbank mit Sitz im Stadtteil Dünnwald in der nordrhein-westfälischen Großstadt Köln.

## Geschichte
Die heutige Volksbank Dünnwald-Holweide eG wurde am 2. Januar 1897 als Spar- und Darlehnskasse gegründet und entstand im Jahr 1975 als Spar- und Darlehnskasse Dünnwald - Holweide eG durch die Fusion der Holweider Spar- und Darlehnskasse eG mit dem Sitz in Holweide mit der Spar- und Darlehnskasse Köln - Dünnwald eG mit dem Sitz in Dünnwald. Mit Eintragung vom 8. September 1989 erhielt sie ihren heutigen Namen.

## Rechtsverhältnisse
Die Volksbank Dünnwald-Holweide eG ist im Genossenschaftsregister beim Amtsgericht Köln unter GnR 658 eingetragen.

## Organisationsstruktur
Rechtsgrundlagen sind das Genossenschaftsgesetz und die durch die Vertreterversammlung beschlossene Satzung. Organe der Bank sind der Vorstand, der Aufsichtsrat und die Vertreterversammlung.

## Sicherungseinrichtung
Die Volksbank Dünnwald-Holweide eG ist der amtlich anerkannten Sicherungseinrichtung des Bundesverbandes der Deutschen Volksbanken und Raiffeisenbanken GmbH und der zusätzlichen freiwilligen Sicherungseinrichtung des Bundesverbandes der Deutschen Volksbanken und Raiffeisenbanken e.V. angeschlossen.

## Geschäftsausrichtung
Die Volksbank Dünnwald-Holweide eG betreibt das Universalbankgeschäft. Im Verbundgeschäft arbeitet sie mit der DZ Bank, R+V Versicherung, Bausparkasse Schwäbisch Hall, Teambank, VR Smart Finanz, easyCredit, Münchener Hyp, DZ Hyp und der Union Investment zusammen.

## Geschäftsgebiet
Das Geschäftsgebiet liegt im Osten von Köln innerhalb des Stadtbezirkes Mülheim.
An diesen Orten betreibt die Bank Filialen:
- Dünnwald (Hauptstelle, jur. Sitz)
- Holweide (Geschäftsstelle)
- Höhenhaus (SB-Geschäftsstelle)
- Stammheim (SB-Geschäftsstelle)